# 草川大造
草川 大造（くさがわ だいぞう、1947年または1948年 - ）は、日本の地方公務員。大阪府環境農林水産部長、大阪府地域福祉推進財団理事長を歴任。瑞宝小綬章受章。

## 人物・経歴
関西大学卒業、大阪府庁入職、2003年 (平成15年) 4月 末吉徹の後任として環境農林水産部長、2006年3月 同職を志知道博と交代し辞職。
大阪府退職後、財団法人大阪府地域福祉推進財団理事長、社会福祉法人大阪障害者自立支援協会理事長、社会福祉法人大阪府母子寡婦福祉連合会理事。

## 栄典
- 平成30年春の叙勲で地方自治功労により瑞宝小綬章を受章[1]